# Особен урок
„Особен урок“ (на френски: La Leçon particulière) е френски игрален филм от 1968 година на режисьора и сценарист Мишел Боарон. В главните роли играят Натали Делон и Рено Верле. Песента от филма, по музика на Франсис Ле, става хит.

## Сюжет
Това е филм за възможната невъзможна любов. Студентът по философия Оливие (Рено Верле) води безгрижен живот като всеки млад човек на 18 години докато не среща по-възрастна от него жена, Фредерик Дампиер (Натали Делон), на 25, годеница на известен автомобилен състезател. Той се влюбва в нея и те прекарват няколко прекрасни дни заедно, но след като годеникът ѝ се завръща, в него нахлуват смесени чувства на вина, съмнение и постепенно той разбира, че връзката им няма бъдеще.

## В ролите
| Изпълнител     | Роля              |
| -------------- | ----------------- |
| Натали Делон   | Фредерик Демпиер  |
| Рено Верле     | Оливие Фермонд    |
| Робер Осеин    | Енрико Фонтана    |
| Бернар льо Кок | Жан-Пиер          |
| Катя Кристин   | Кристин           |
| Мартин Сарси   | Майката на Оливие |
| Мишел Боарон   | Бащата на Оливие  |